# Josep Antoni Dinarés i Massagué
Josep Antoni Dinarés Massagué (Terrassa, Catalunya, 1940) és un jugador d'hoquei sobre herba terrassenc, ja retirat, guanyador d'una medalla olímpica.
El 1960 va prendre part en els Jocs Olímpics d'Estiu de Roma (Itàlia), on va guanyar la medalla de bronze amb la selecció espanyola en la competició masculina d'hoquei sobre herba. En els Jocs Olímpics d'Estiu de 1964 realitzats a Tòquio (Japó) finalitzà en quarta posició i en els Jocs Olímpics d'Estiu de 1968 celebrats a Ciutat de Mèxic (Mèxic) fou sisè, aconseguint en aquestes dues edicions un diploma olímpic.
Membre del Club Egara, guanyà deu Campionats de Catalunya  (1961, 1963-71), set Copes del Rei (1961, 1963, 1965, 1968, 1969, 1971, 1972) i dues Lligues espanyoles (1971, 1972).